# 贝尔女巫事件
贝尔女巫事件是美国南方的一个民间传说，主要发生于19世纪时田纳西州西北羅伯森縣的贝尔家族。农民老约翰·贝尔和家人一起红河沿岸的亚当斯镇附近居住。根据传说，他的家人和当地地区在1817年至1821年间受到了一个几乎隐形的物体的攻击，此物能讲话、影响物理环境和變身。一些记录指出这个灵体还能透视，且能以超人的速度穿越长距离或同时存在于多个地点。
1894年，报纸编辑马丁·范布伦·英格拉姆出版了他的《贝尔女巫的真实历史》，这本书被广泛认为是关于这个传说的第一个完整的记录，也是后续调查的主要来源，作品中记录的人物都是有名的历史人物。在现代，一些怀疑论者认为英格拉姆的作品是一部历史小说甚至骗局。其他研究者认为，英格拉姆的作品是一个早期的民俗学研究并准确反映在19世纪该地区的民间信仰。
虽然不是原始记载中的主要元素，贝尔女巫洞穴在20世纪成为了一个持续的关注、信仰对象和传说源头。当代艺术的描写，如电影和音乐，已经将相关传说的影响范围扩大到美国南方以外的地区。

## 传说简介

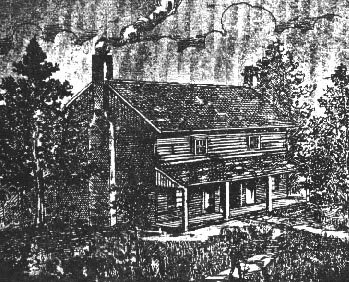
艺术家对贝尔家的素描，最初出版于1894年

作者马丁·V·英格拉姆在《贝尔女巫的真实历史》中写道，鬼魂名叫凯特，因为它一度声称自己是“女巫老凯特·巴茨 ，并一直回应这个称呼。 鬼魂的物理接触主要集中于贝尔和他最小的女儿贝琪，凯特在贝琪和一个叫约书亚·加德纳的当地人订婚后表达了相当的不满。
1817年的某个时候，约翰·贝尔目睹了一个像狗的奇怪生物的幻影，贝尔向那只动物开枪，但它消失了，这是闹鬼的开端。约翰的儿子德鲁·贝尔则接触了一只栖息在篱笆上的不名鸟类，它体型“非常大”并飞走了。女儿贝琪则看到一个穿着绿色裙子的女孩在一棵橡树枝上荡来荡去。贝尔家族的奴隶迪恩报告说，每天晚上都有一只大黑狗跟着他去看望他的妻子。后来现象变成门和墙壁的敲击声，影响到贝尔全家。这家人听到床上有啃咬的声音，隐形的狗打架的声音，铁链在地板上的声音。大约就在这段时间，约翰·贝尔的嘴巴开始瘫痪。 后来现象变得越来越严重，当孩子们睡觉的时候，床单会被拉下来；接着演变成有东西扯孩子们的头发，尤其是贝琪，她被扇了耳光，被掐过，还被别针扎了。
贝尔一家向他们的朋友詹姆斯·约翰斯顿寻求帮助，晚上在贝尔家休息后，约翰斯顿当晚被同样的现象惊醒。那天早上，他告诉约翰·贝尔，那是一个“鬼魂，就像圣经里的一样”。很快，关于这次闹鬼的消息传开了，一些人长途跋涉去见鬼魂。这个幽灵开始张嘴说话，被问及：“你是谁，你想要什么? ”那个声音无力地回答说：“我是一个灵魂，我曾经很快乐，但是一直被打扰。”对于它的出现，鬼魂做出各种各样的解释，把它的来源与一个美洲原住民墓地的破坏联系起来，它还派德鲁·贝尔和贝内特·波特去徒劳地寻找埋藏的宝藏。随着完整对话的出现，鬼魂逐字逐句在相隔13英里处同时进行两次布道。这个鬼魂非常熟悉圣经文本，并且似乎喜欢争论宗教；另一个有趣的事情是，它会分享其他家庭活动的八卦，有时会在问询之后短暂地离开去拜访一些家庭。
詹姆斯的儿子约翰·约翰斯顿为这个鬼魂设计了一个测试，除了他的家人，没有人知道这个测试。他问它，如果他在北卡罗来纳州的荷兰继祖母会对奴隶们说什么，如果她认为他们做错了什么。鬼魂用他祖母的口音回答说：“啧啧，现在发生了什么事? ”在另一个故事中，一个英国人来询问。当谈到他在海外的家庭时，女巫突然开始模仿他的英国父母。清晨，鬼魂再次用他的父母担心的声音唤醒他，如同他们也能听到他的声音。那天早上，这个英国人迅速离开，后来他写信给贝尔家，说这个鬼魂已经拜访了他在英国的家人。他为自己的怀疑态度道歉。
有时，鬼魂表现出某种形式的善良，尤其是对“世上最完美的女人”，约翰·贝尔的妻子露西，女巫会给露西新鲜水果，为她唱赞美诗，并向约翰·贝尔二世表达一些尊重。
女巫称呼老约翰·贝尔为“老杰克”，称自己想杀死他，并通过诅咒、威胁和折磨表达了这一意图。故事的高潮随着贝尔家的族长被它毒死来到。它后来还通过唱饮酒曲来打断哀悼者。1821年，由于它的恳求，贝琪·贝尔取消了与约书亚·加德纳的婚约。之后，这个鬼魂告诉这个家庭它将要离开，但七年后的1828年又回来了。女巫回到露西和她的儿子理查德和乔尔身边，进行和以前一样的行径，但是他们反感这样做，之后鬼魂似乎又离开了。
一些报道说，安德鲁·杰克逊在他的从军生涯中，对这个故事很感兴趣，而他的手下在被派往调查后被吓跑了。在密西西比州帕诺拉县附近有一个独立的口头传说记载鬼魂是在北卡罗来纳州被谋杀的一个惹人厌的监工约翰·贝尔的鬼魂。在这个传说中，鬼魂爱上了主人公玛丽，因此导致了她的死亡。这让人联想到吸血鬼的传说。田纳西鬼魂的超自然力量也被与神话中的鎮尼比较。
理查德·威廉姆斯·贝尔的手稿中写道鬼魂仍然是一个谜：
这是巫术，就像过去几个世纪的黑暗年代中受折磨的人们那样；还是天生的恶魔，为了自私的乐趣而使用巫术；还是更现代的类似催眠术的科学；还是乡村荒野中的小妖精；还是被天堂拒之门外的没有肉体的灵魂；还是像保罗这样使人变下贱，发疯的邪灵; 或者一个从地狱释放出来的邪靈，我无法做出判定，也没有人能知道它的本质或者出现的原因。我相信这些对这个拥有各种形态，各种口音的怪物的记载，会引导那些可能是更聪明的一代的专家们得出正确的结论和令人满意的解释。——威廉姆斯·贝尔，《贝尔女巫的真实历史》：第8章